# Enslaved (альбом)
Enslaved (ɪn’sleɪvd в переводе с англ. — «Порабощённый») — восьмой студийный альбом грув-метал/трэш-метал-группы Soulfly, вышедший в 2012 году на лейбле Roadrunner Records. Альбом дебютировал на 83 месте в Канадском чарте. По данным Blabbermouth, 5900 копий Enslaved было продано в течение первой недели после его выпуска в США, что позволило альбому достигнуть 83 позиции в чарте Billboard 200.
Enslaved первый альбом группы с бас-гитаристом Тони Кампосом(ex- Asesino; ex- Static-X) и ударником Дэвидом Кинкейдом (ex- Borknagar). Также для записи нескольких песен были приглашены Дэз Фафара (Coal Chamber, DevilDriver) и Трэвис Райан (Cattle Decapitation).
Новый ударник группы Дэвид Кинкейд охарактеризовал альбом, как: «Arise по-новому». 25 января 2012 первый сингл с альбома «World Scum», был доступен для бесплатного скачивания в течение 48 часов. Через месяц после выхода сингла был снят видеоклип на одноимённую песню.Ещё одна песня, «Gladiator», просочилась в интернет 16 февраля и была официально выпущена 8 марта.

## Список композиций
Автор всех песен — Макс Кавалера, если не указано иное.
| №                   | Название                                        | Текст песни                                  | Музыка                                       | Длительность |
| ------------------- | ----------------------------------------------- | -------------------------------------------- | -------------------------------------------- | ------------ |
| 1.                  | «Resistance»                                    |                                              |                                              | 1:53         |
| 2.                  | «World Scum» (ft. Трэвис Райан)                 | Макс Кавалера, Трэвис Райан                  |                                              | 5:20         |
| 3.                  | «Intervention»                                  |                                              |                                              | 3:56         |
| 4.                  | «Gladiator»                                     |                                              |                                              | 4:59         |
| 5.                  | «Legions»                                       |                                              |                                              | 4:19         |
| 6.                  | «American Steel»                                |                                              |                                              | 4:15         |
| 7.                  | «Redemption of Man by God» (ft. Дэз Фафара)     | Макс Кавалера, Дэз Фафара                    |                                              | 5:16         |
| 8.                  | «Treachery»                                     |                                              |                                              | 5:49         |
| 9.                  | «Plata O Plomo»                                 | Макс Кавалера                                |                                              | 4:53         |
| 10.                 | «Chains»                                        |                                              |                                              | 7:18         |
| 11.                 | «Revengeance» (Ft. Ричи, Зион & Игорь Кавалера) | Макс Кавалера, Ричи Кавалера, Игорь Кавалера | Макс Кавалера, Игорь Кавалера, Зион Кавалера | 5:52         |
| Общая длительность: | Общая длительность:                             | Общая длительность:                          | Общая длительность:                          | 53:33        |

| №   | Название       | Длительность |
| --- | -------------- | ------------ |
| 12. | «Slave»        | 3:51         |
| 13. | «Bastard»      | 3:57         |
| 14. | «Soulfly VIII» | 4:24         |

| №   | Название           | Длительность |
| --- | ------------------ | ------------ |
| 12. | «Slave»            | 3:51         |
| 13. | «Soulfly VIII»     | 4:24         |
| 14. | «Downstroy (Live)» | 3:07         |

## В записи принимали участие
- Макс Кавалера — вокал, гитара, беримбау на «Slave»
- Марк Риззо — гитара
- Тони Кампос — бас-гитара, вокал на «Plata O Plomo»
- Дэвид Кинкейд — барабаны
- Дэз Фафара — вокал на «Redemption of Man by God»
- Трэвис Райан — вокал на «World Scum»
- Ричи Кавалера — вокал на «Revengeance»
- Игорь Кавалера-младший — вокал и гитара «Revengeance»
- Зион Кавалера — ударные на «Revengeance»
- Тим Садоу — скрипка на «Soulfly VIII»
- Марчело Васко — обложка